# 張正 (媒體工作者)
張正（1971年—），男，台灣媒體工作者，畢業於國立政治大學公共行政學系、國立暨南國際大學東南亞研究所，創辦為東南亞在台人士服務的《四方報》、外婆橋計畫、東南亞電視歌唱節目《唱四方》、移民工文學獎、燦爛時光東南亞主題書店。2019年8月起經由遴選擔任中央廣播電台總台長，至2022年1月底任期屆滿。曾短期留學胡志明市人文與社會科學大學，略通越南語。長期關心東南亞來台之台灣新住民與外籍勞工相關議題。

## 生平
張正於《立報》工作多年後產生倦怠，留職停薪就讀暨南國際大學東南亞研究所，於2006年受立報社長成露茜所託，與任職於立報的妻子廖雲章在立報旗下開辦服務東南亞多元族群的四方報，擔任總編輯至2013年。2013年創辦四方文創，2015年創辦燦爛時光東南亞主題書店，2019年8月經由公開遴選擔任中央廣播電台總台長。
張正曾任《立報》執行副總編輯、《四方報》總編輯、中廣新聞網《越來越幸福》主持人、漢聲廣播電台《來去東南亞》主持人、台灣綜合台《唱四方》製作人、中華民國文化部第一屆東南亞事務諮詢委員、教育廣播電台《燦爛夜光》主持人、台灣一起夢想公益協會秘書長、燦爛時光東南亞主題書店負責人、東南亞教育科學文化協會理事長、行政院新住民事務協調會報第二屆委員、移民工文學獎召集人、「帶一本自己看不懂的書回台灣」活動發起人、「尋找失去聯繫的第二位媽媽」計畫發起人。
曾獲得「永續台灣報導獎」、「夢想資助計畫」、《經理人月刊》年度100 MVP（最有價值經理人）、《遠見雜誌》「平民英雄百人榜」、暨南國際大學傑出校友、中華民國教育部社會教育貢獻獎、台灣義行獎。
1995年，金馬獎執行委員會國內組專員
1996年，台灣立報記者
1999年，與台灣立報記者廖雲章、台大新聞研究所學生尤子彥以「搶救棲蘭山檜木林系列報導」獲得第二屆「永續台灣報導獎」文字報導獎第三名
2006年，參與創辦越文《四方報》
2008年，參與創辦泰文《四方報》
2011年，開辦越南、泰國、印尼、菲律賓、柬埔寨等五份《四方報新移民專刊》
2011年，《四方報》獲頒卓越新聞獎基金會「社會公器獎」
2011-2015年，與誠致教育基金會共同創辦「師生手牽手、搖到外婆橋：新住民返鄉圓夢計畫」
2011年12月，獲頒經理人月刊2011年年度100 MVP（最有價值經理人）
2012年，獲得第八屆「KEEP WALKING 夢想資助計畫」、
2012年至2013年，擔任中國廣播公司「越來越幸福」現場節目主持人。
2012年，主編四方報逃跑移工作品集《逃╱我們的寶島，他們的牢》
2012年，四方報獲得信義房屋社區一家首獎
2012年，開辦「五語+N學堂」
2013年，獲文化部提名為公共電視董事候選人，意外落馬
2013年，主編四方報外籍配偶作品集《離╱我們的買賣，她們的一生》
2013年，獲選遠見雜誌「平民英雄百人榜」
2013年，便當文事件
2013年，辭去四方報總編輯
2013年，開辦東南亞歌唱電視節目「唱四方」
2014年，擔任漢聲廣播電台現場節目「生活掃描」之每周單元「來去東南亞」共同主持人
2014年，開辦「移民工文學獎」
2014年，出版散文評論集《外婆家有事：台灣人必修的東南亞學分》
2014年，獲選暨南國際大學首屆十大傑出校友
2015年，發起「帶一本自己看不懂的書回台灣」運動
2015年，開辦「燦爛時光 (書店)東南亞主題書店」
2015年，擔任第一屆文化部東南亞事務諮詢委員
2015年，主編第一、二屆移民工文學獎作品集《流╱移動的生命力，浪潮中的台灣》
2016年，於台北車站大廳開辦F24地板圖書館
2016年，擔任新北市新住民委員會委員
2016年，擔任新北市文學推廣小組委員
2016年，主編第三屆移民工文學獎作品集《航╱破浪而來、逆風中的自由》
2017年，擔任社團法人台灣一起夢想公益協會秘書長
2017年，擔任全國文化會議諮詢委員
2017年，獲選教育部社會教育貢獻獎
2017年，擔任行政院新住民事務會報協調會報第二屆委員
2018年，擔任高雄市政府新南向委員會府外委員
2018年，獲選第一屆台灣義行獎
2019年，擔任教育廣播電台「燦爛夜光」主持人 
2019年，透過央廣總台長公開遴選，8月1日上任。
2020年5月，串聯多家媒體與社運團體，發起尋找失去聯繫的第二位媽媽計畫。
2020年8月，參與狂想劇場於桃園鐵玫瑰藝術節之單向封鎖演出。
2022年1月底，央廣董事會換屆，卸任央廣總台長。
2022年5月，擔任台北當代藝術館「非遊記」之協同策展人。

## 爭議
2013年因菲律賓海巡隊員疑似惡意射殺台灣漁民的廣大興28號事件後續在台灣造成的一連串事件中，引出《立報》員工於臉書捏造台灣便當店老闆驅趕菲律賓人的「便當文事件」，並欺瞞報社主管。身為報系主管的張正因信以為真並為該員辯護，於事後公開道歉。
2016年里約奧運，張正批舉重53公斤級奪金女將許淑淨教練蔡溫義欺敵戰術，指他是耍小聰明手段，雖然沒有違規，但糟蹋善意規定。此文引發兩極反應，超馬好手林義傑在臉書發文反駁，嗆張正「門外漢當專家」、「別只會嘴巴說」。
2017年8月，格林文化發行人郝廣才在金鼎獎頒獎典禮上表示，他在台北車站看到很多台灣人坐在地板上，質疑這是教養問題，「我們現在台灣人是不是越來越像外勞了呢？」張正在臉書發文回應，郝廣才既自大又歧視，儼然是「金鼎蒙羞記」。
2018年，金馬獎最佳紀錄片導演傅榆領獎時表示「希望我們的國家可能被當成一個獨立的個體來看待」，引發爭議。張正認為傅榆有發表政治態度的言論自由，並主張「中國是台灣的一部分，台灣是世界的一部份」。
2020年3月19日《呷新聞》報導，擔任央廣總台長的張正將原本分散在總台不同樓層的員工調動位置，在2019冠狀病毒病臺灣疫情嚴峻之際改成集合在同一個空間內辦公，還花費新台幣上百萬元換掉總台所有鐵櫃（無論鐵櫃好壞），讓央廣基層員工怨聲載道。張正隨後於臉書反駁，「花了七萬七請搬家公司，花了七十五萬汰換設備，調整了二十幾間央廣辦公室。汰換桌子椅子櫃子花七十五萬，看起來數字不小，其實也只是送走「部份」高齡、超齡的辦公設備。這次沒有搬動的辦公室，設備一律不准動。舊椅子能否不要換？也不是不行。不過坐的時候要小心，千萬不能坐姿不良隨便往後靠，怕會翻船。舊桌子舊櫃子不換也可以，但是抽屜可能打不開，因為早就鏽掉了，畢竟服役二十年以上，遠超過使用年限（聽說有使用三十九年的傢俱，應該進文史館了）。」並說明了搬動辦公室的兩個主要理由：「一，凸顯央廣的多語強項：將外語各組移至同一樓層同一側，打造一條國際街。閩、客、粵語移至獨立辦公室，發展各語特色。二，更合宜的工作場所：將原本在地下室空氣不流通的同仁，搬到地面層有窗戶的辦公室。讓長年發配到停車場另一頭小屋子裡的同仁，搬回本部大樓。」

## 著作
- 《外婆家有事：台灣人必修的東南亞學分》（貓頭鷹出版社，2014）
- 《全球化之下東南亞移民/工社群的跨界文化鬥爭》（國立暨南國際大學東南亞研究所碩士論文，2008）
- 短篇愛情小說集《藍色保險套》（大芃出版社，1998）